# Гуна, Рудольф
Рудольф Гуна (словац. Rudolf Huna; 27 мая 1980, Липтовски-Микулаш, Чехословакия) — словацкий хоккеист, левый нападающий. Воспитанник клуба «ХК 32 Липтовски Микулаш». В настоящее время является игроком клуба «Кошице», выступающего в Словацкой экстралиге.

## Достижения
- Бронзовый призёр чемпионата Словакии 2007.
- Серебряный призёр чемпионата Словакии 2008.
- Чемпион Словакии (2): 2009, 2010.
- Член символической сборной чемпионата Словакии (2): 2009, 2010.
- Серебряный призёр чемпионата Чехии 2011.

## Статистика
```
 Сезон          Команда                 Лига     И   Г   П   О   Ш
 1997-1998  Липтовски Микулаш           СЭЛ      1   0   0   0   0               
 1998-1999  Липтовски Микулаш           СЭЛ      2   0   0   0   0
 1999-2000  Липтовски Микулаш           СЭЛ     12   2   2   4   2
 2000-2001  Липтовски Микулаш           СЭЛ     51   7   7  14  18
            Липтовски Микулаш  П-О      СЭЛ      3   0   3   3   0  
 2001-2002  Липтовски Микулаш           СЭЛ     42   9   1  10   6
 2002-2003  Липтовски Микулаш           СЭЛ     46  11  12  23  24
 2003-2004  Липтовски Микулаш           СЭЛ     33  18  11  29   8
            Нефтехимик (Нижнекамск)     РХЛ     20   2   2   4   4 
            Нефтехимик (Нижнекамск)П-О  РХЛ      1   0   0   0   0  
 2004-2005  Нефтехимик (Нижнекамск)     РХЛ     44  18  19  37  16
            Лександс                    ШвЭС2    6   3   3   6   2 
            Лександс  П-О               ШвЭС2   10   2   1   3   0  
 2005-2006  Тржинец                     ЧЭЛ     45   8  10  18  28 
            Тржинец   П-О               ЧЭЛ      3   2   0   2   0  
 2006-2007  Дуйсбург                    DEL     44  11   8  19  34
            Кошице                      СЭЛ      5   4   1   5  10
            Кошице    П-О               СЭЛ     11   3   4   7   8  
 2007-2008  Кошице                      СЭЛ     53  21  24  45  46 
            Кошице    П-О               СЭЛ     19   5  11  16   0  
 2008-2009  Кошице                      СЭЛ     56  31  41  72  26 
            Кошице    П-О               СЭЛ     18   9   9  18  14  
 2009-2010  Кошице                      СЭЛ     47  24  25  49  16 
            Кошице    П-О               СЭЛ     16   6   7  13   2  
 2010-2011  Витковице                   ЧЭЛ     52  18  19  37  16
            Витковице П-О               ЧЭЛ     16   2   0   2   4  
 2011-2012  Лев                         КХЛ     49   2   5   7  14

Игры за сборную
2004            Кубок Германии                   3   0   1   1   0
2008            Škoda Cup                        3   0   1   1   0
2009            Кубок Германии                   3   1   0   1   0
2010            Кубок Германии                   3   1   0   1   0
                Arosa Challenge                  3   0   0   0   0
2011            Кубок Словакии                   3   0   2   2   0

```